# サーチン
「サーチン（あの娘さがして）」(Searchin') は、ジェリー・リーバーとマイク・ストーラーが、ザ・コースターズのために書いた楽曲。1957年3月に、アトコ・レコード からシングルがリリースされ、『ビルボード』誌のリズム・アンド・ブルース・チャートにおいて12週連続で首位に留まった (List of Billboard number-one rhythm and blues hits)。また、ポップ・シングル・チャートでも、3位まで上昇した。
ザ・コースターズは、それ以前にもR&Bチャートで一定の成功を収めていたが、彼らがロックンロールとして成功したのは、この曲「サーチン」と、カップリング曲だった「ヤング・ブラッド」によってであった。
シンガーソングライターであるポール・マッカートニーは、1982年に『デザート・アイランド・ ディスクス』で選曲の一つに「サーチン」を選んだ。1962年1月1日のビートルズのデッカ・オーディションの際に、マッカートニーのボーカルでビートルズはこの曲を演奏したが、歌詞は部分的に変更されており、ピーター・ガンへの言及などが盛り込まれていた。
この曲は、1999年の映画で、ワーナー・ブラザースが作ったアニメーション映画である『アイアン・ジャイアント』や、ミュージカル・レビュー『Smokey Joe's Cafe』、また、1999年の伝記映画『遠い空の向こうに (October Sky)』でも使用された。

## オリジナル
この曲の歌詞はジェリー・リーバーが書いたもので、ありふれた語句を並べたものである。内容は、恋人がどこにいようと見つけ出してみせるという歌い手が語る決意を中心に展開し、探偵のような真似をしてでも見つけるという。この歌の特徴的な仕掛けは、大衆文化の中でよく知られた特定の刑事機構の人物、例えばシャーロック・ホームズ、チャーリー・チャン、ジョー・フライデイ、サム・スペード、ボストン・ブラッキー、ブルドッグ・ドラモンド、北西騎馬警官隊（王立カナダ騎馬警察）などへの言及にある。ザ・コースターズのリード・シンガーであったビリー・ガイの声は、生々しく訴えかけるようである。曲を進めていくのは、跳ねるようなピアノが交互に奏でる2つのベース音である。
歌詞のテーマは恋人を探すことにある。
"Well, I'm searching"
"Yeah I'm gonna find her"
リフレインは、このフレーズの単純なバリエーションになっている。
"Gonna find her, yeah ah, gonna find her"
オリジナルの録音は、1957年2月15日にロサンゼルスで吹き込まれ、バックのバンドにはマイク・ストーラー（ピアノ、編曲）、バーニー・ケッセル（ギター）、ラルフ・ハリソン (Ralph Harrison)（ベース）、ジェシー・セイルズ (Jesse Sailes)（ドラムス）が参加していた。

## カバー
この曲は、ビートルズ、グレイトフル・デッド、スキップ・バッティン、ホリーズ、キングスメン、ワンダ・ジャクソン、ビリー・リー・ライリー、ニール・セダカ、スペンサー・デイヴィス・グループなどによってカバーされた。ジム・クロウチは、チャート入りしたヒット曲「Chain Gang Medley」の中に、この曲を盛り込んでいる。
マペッツも、『マペット・ショー』の第1シーズンにおいてこの曲をカバーしており、バック・オーウェンスとザ・バッカルーズ (Buck Owens and the Buckaroos) は、『Hee Haw』の第6シーズン、17話でこの曲を取り上げている。さらに、映画『チーチ&チョン スモーキング作戦』(Up in Smoke) の中ではチーチ&チョンが改作したバージョンで歌っており、歌い手は、女性ではなく大麻を探しているという内容になっており、曲調もオリジナルのR&Bではなくレゲエ風になっている。